# 米爾斯克
米爾斯克是波蘭的城鎮，位於該國西南部，距離首府弗罗茨瓦夫118公里，毗鄰與捷克接壤的邊境，由下西里西亞省負責管轄，面積14.66平方公里，海拔高度350米，2006年人口4,136。

## 外部連結
- Official town webpage （页面存档备份，存于）

50°58′9″N 15°22′58″E / 50.96917°N 15.38278°E